# Червона книга Республіки Молдова (серія монет)

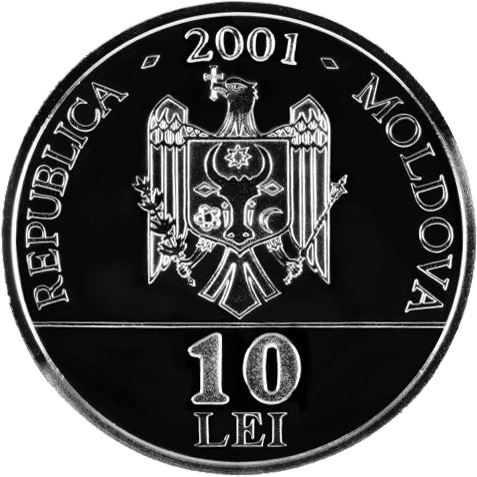
Аверс

Червона книга Республіки Молдова — серія пам'ятних монет із срібла 925/1000 проби відкрита Національним банком Молдови в 2001 році. Номінал монет — 10 лей, якість виготовлення — пруф, вага — 13,5 грам, діаметр — 24,5 мм, тираж від 500 до 1 000 екземплярів. Монети викарбувані на Румунському і Чеському монетних дворах.
Серія включає зображення з видами рослин, комах, птахів або ссавців, які на межі зникнення і занесені до Червоної книги Молдови.
На аверсі кожної монети в центрі — герб Республіки Молдова; у верхній частині — цифра з позначенням року карбування; в нижній частині — напис «10 LEI»; по колу монети — великими буквами викарбувано напис «REPUBLICA MOLDOVA».
Станом на 2010 рік в обіг випущено 9 монет. Серія поповнюється.
| Назва             | Дата випуску в обіг | Тираж, шт | Реверс | Зображення |
| ----------------- | ------------------- | --------- | --- | ---------- |
| Дятел зелений     | 5 листопада 2001    | 1 000     | В центрі — дятел зелений на стовбурі дерева; По колу монети — великими літерами вигравіювані написи: «CIOCĂNITOARE VERDE», «CARTEA ROŞIE», «PICUS VIRIDIS».                                            |            |
| Кішка дика        | 5 листопада 2001    | 1 000     | В центрі — на тлі рослинності кішка дика; По колу монети — великими літерами вигравіювані написи: «PISICĂ SĂLBATICĂ», «CARTEA ROŞIE», «FELIS SILVESTRIS».                                              |            |
| Європейська норка | 20 серпня 2003      | 500       | В центрі — на тлі рослинності, на березі озера європейська норка, що тримає в лапі рибу; По колу монети — великими буквами вигравіювані написи: «CARTEA ROŞIE», «NURCĂ EUROPEANĂ», «MUSTELA LUTREOLA». |            |
| Чорний лелека     | 20 серпня 2003      | 500       | В центрі — чорний лелека стоїть на кручі, і лелека в польоті; По колу монети — великими літерами вигравіювані написи: «CARTEA ROŞIE», «COCOSTÎRC NEGRU», «CICONIA NIGRA».                              |            |
| Куниця            | 23 серпня 2004      | 500       | В центрі — на тлі рослинності, куниця; По колу монети — великими буквами вигравіювані написи: «CARTEA ROŞIE», «JDER-DE-PĂDURE», «MARTES MARTES».                                                       |            |
| Орел-могильник    | 29 серпня 2005      | 500       | В центрі — орел-могильник на гілці дерева; По колу монети — великими буквами вигравіювані написи: «CARTEA ROŞIE», «ACVILĂ IMPERIALĂ», «AQUILA HELIACA».                                                |            |
| Дрофа             | 1 червня 2006       | 500       | В центрі, на тлі рослинності, дрохва; По колу монети — великими буквами вигравіювані написи: «CARTEA ROŞIE», «DROPIE», «OTIS TARDA».                                                                   |            |
| Ховрах            | 18 грудня 2007      | 500       | В центрі — на тлі рослинності, ховрах; По колу монети — великими буквами вигравіювані написи: «CARTEA ROŞIE» «POPÂNDĂU COMUN», «SPERMOPHILUS CITELLUS».                                                |            |
| Латаття біле      | 21 листопада 2008   | 500       | В центрі — на тлі рослинності, латаття біле; По колу, монети — великими буквами вигравіювані написи: «CARTEA ROŞIE», «NUFĂR ALB», «NYMPHAEA ALBA».                                                     |            |